# Тауернський залізничний тунель
47°02′10″ пн. ш. 13°09′20″ сх. д. / 47.0361° пн. ш. 13.1556° сх. д.
Тауернський залізничний тунель (нім. Tauerntunnel) в Австрії — найдовший тунель Тауернської залізниці, що перетинає Головний Альпійський вододіл. 8,371 км завдовжки. 
Найвища точка тунелю, яка також є найвищою точкою всієї залізничної лінії, знаходиться на висоті 1226 м над рівнем моря. 
Північний портал тунелю знаходиться в Бекштайні, долина Бад-Гастайн, земля Зальцбург, тоді як південний портал знаходиться біля Мальниця в Каринтії.
Будівництво Тауернського залізничного тунелю вперше було обговорено наприкінці XIX століття, хоча фактичні роботи з його будівництва були розпочаті в липні 1902 року. 
Проходка проводилася переважно італійською робочою силою під керівництвом інженера-будівельника Карла Вурмба. 
Його було фактично завершено в 1906 році, а офіційно відкриття відбулось через три роки імператором Франциском Йосипом. 
Спочатку на лінії використовували паровози, тунель і лінія були електрифіковані в інтербелум, після чого на лінії використовували виключно електровози.
Однією з особливих служб, яка протягом тривалого часу використовувала Тауернський залізничний тунель, був автомобільний маршрутний потяг Autoschleuse або Tauern Motorail, запущений під час Першої світової війни, який перевозить автотранспорт між обома сторонами тунелю за допомогою спеціальних вагонів. 
Різні транспортні засоби від автобусів і вантажівок до велосипедів можна перевозити вагонами, призначеними для швидкого завантаження та розвантаження. 
12 серпня 1947 року бомба вибухнула під британським військовим потягом, який перевозив 175 осіб з Лондона до Філлаха в безпосередній близькості від тунелю.
У 2000 — 2004 роках в Тауернському тунелі проводилися масштабні ремонтні роботи, а саме вкорочення тунелю та перенесення північного порталу, заміну більшої частини існуючої залізничної інфраструктури та встановлення нових систем протипожежного захисту.

## Будівництво
Плани будівництва сполучної залізничної лінії між кінцевою станцією Західної австрійської залізниці в місті Зальцбург і Філлахом, що прямуватиме до Південної залізниці, існували ще в 1880-х роках. 
Найскладнішою географічною перешкодою для пропонованої лінії був гірський хребет Високий Тауерн, який потрібно було б подолати тунелем завдовжки близько п’яти миль, що становить приблизно одну десяту від загальної протяжності лінії. 
Крім того, у місцевій геології є численні гарячі джерела. 
  
Попри цей виклик, передбачалося, що така залізниця буде особливо важливою для транспортування вантажів між індустріально розвиненою північчю Австро-Угорщини та Трієстом, де на той час знаходився головний морський порт імперії на Адріатичному морі.

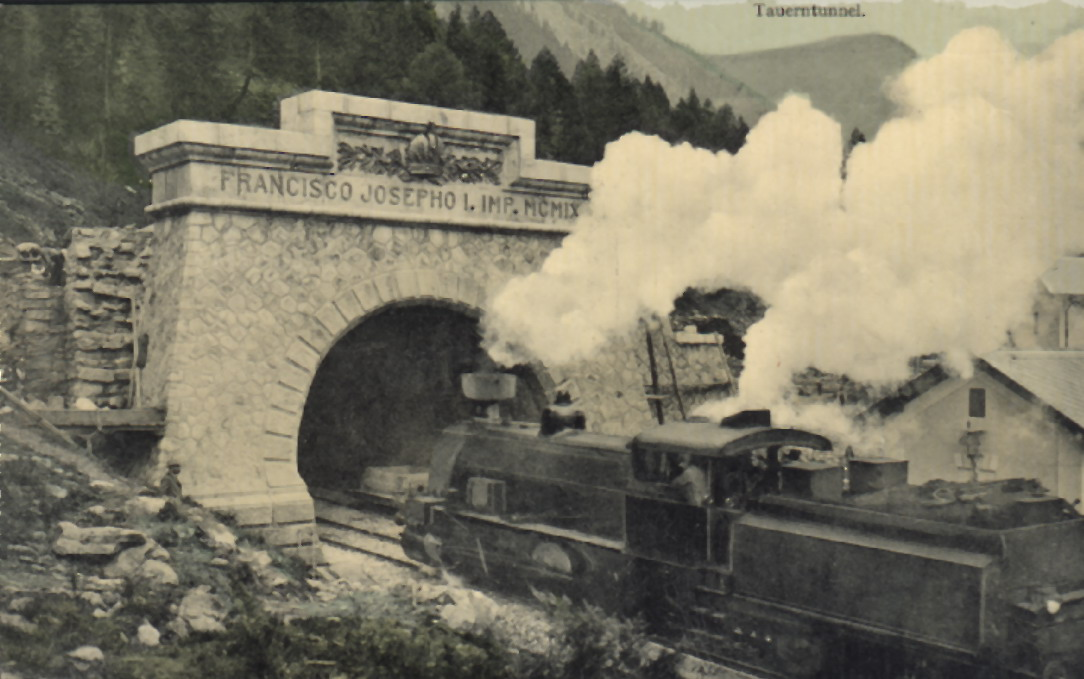
Паровоз в'їжджає в південний портал, приблизно 1911 рік. Зверніть увагу на відсутність контактної мережі

Тиск на Австрію, щоб розпочати будівництво, значно зріс після того, як їхні швейцарські сусіди досягли видатних інженерних досягнень, втілених у побудові Готардського тунелю 1 липня 1882 року.  Проєктування залізничної лінії та Тауернського тунелю розпочато на початку 1890-х років. 
У липні 1902 р. земляні роботи на тунелі почалися з північного боку; проходку з південного боку розпочали в жовтні того ж року. 
Роботою керував відомий інженер-будівельник Карл Вурмб (1850-1907)
На відміну від більшості тунелів уздовж лінії, Тауернський тунель був обладнаний системою вентиляції Saccardo. 

Попри численні труднощі, що виникли під час його будівництва, тунель був фактично завершений в 1906 році. 
5 липня 1909 року відбулося офіційне відкриття лінії Тауернської залізниці та тунелю, на церемонії були присутні різні високопоставлені особи, включаючи імператора Франца Йосифа. 
Хоча більшість дистанцій лінії спочатку були побудовані як одноколійні, тунель був обладнаний двома коліями з самого початку експлуатації.

## Історія експлуатації

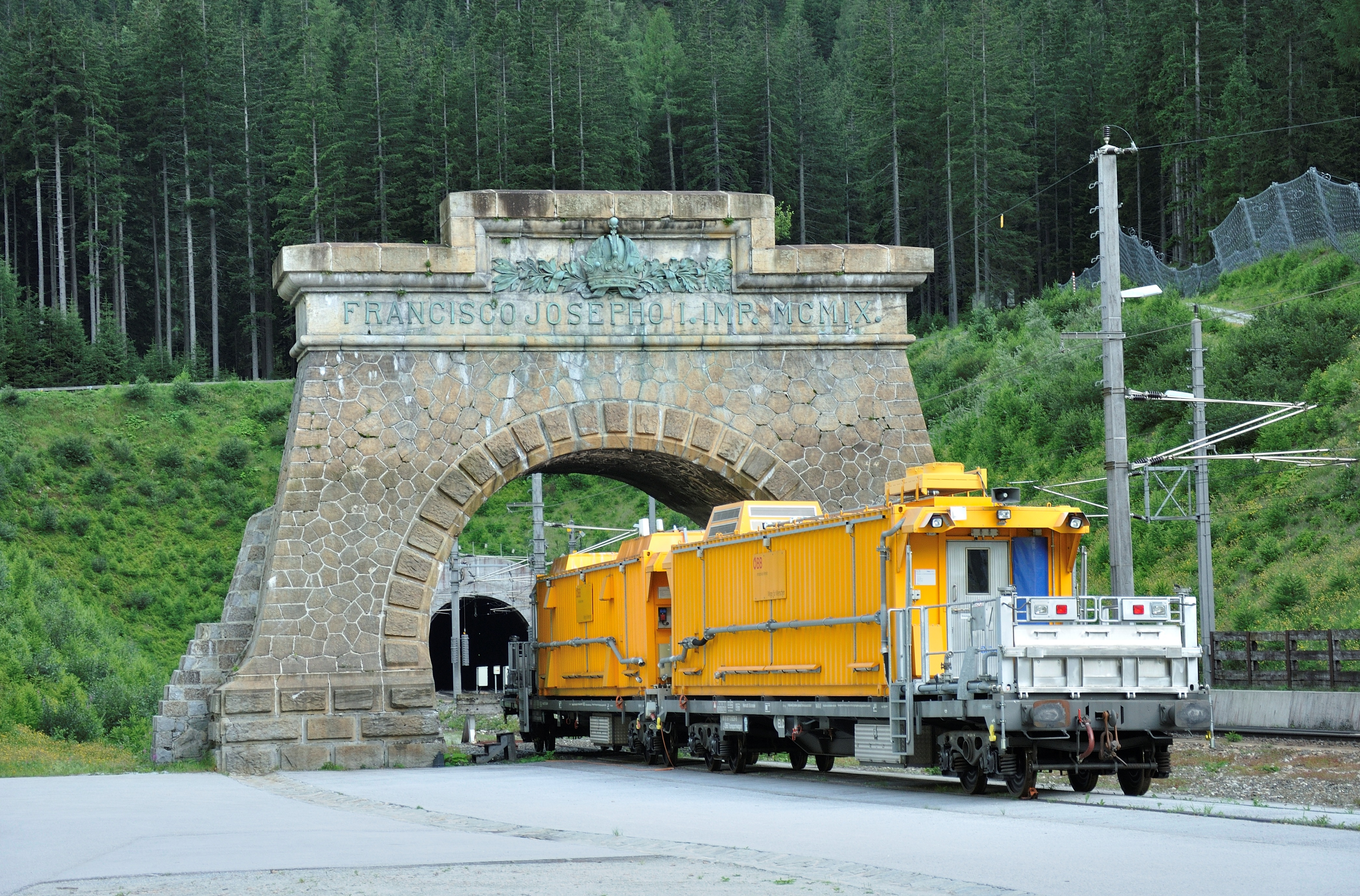
Вид на старий північний портал (на передньому плані) та діючий новий північний портал (на задньому плані), липень 2012 р.

У 1925—1935 рр. були проведені роботи з електрифікації тунелю разом з рештою лінії. 
Ці роботи містили будівництво електростанції для виробництва необхідної енергії на захід від Мальніца. 
  
Через високий рівень інфраструктури, що існувала раніше, вартість електрифікації всієї лінії не перевищувала 400 000 фунтів стерлінгів; як повідомляється, це скоротило час подорожі пасажирських поїздів по всьому маршруту на 25%, а також вантажних поїздів на 50%. 

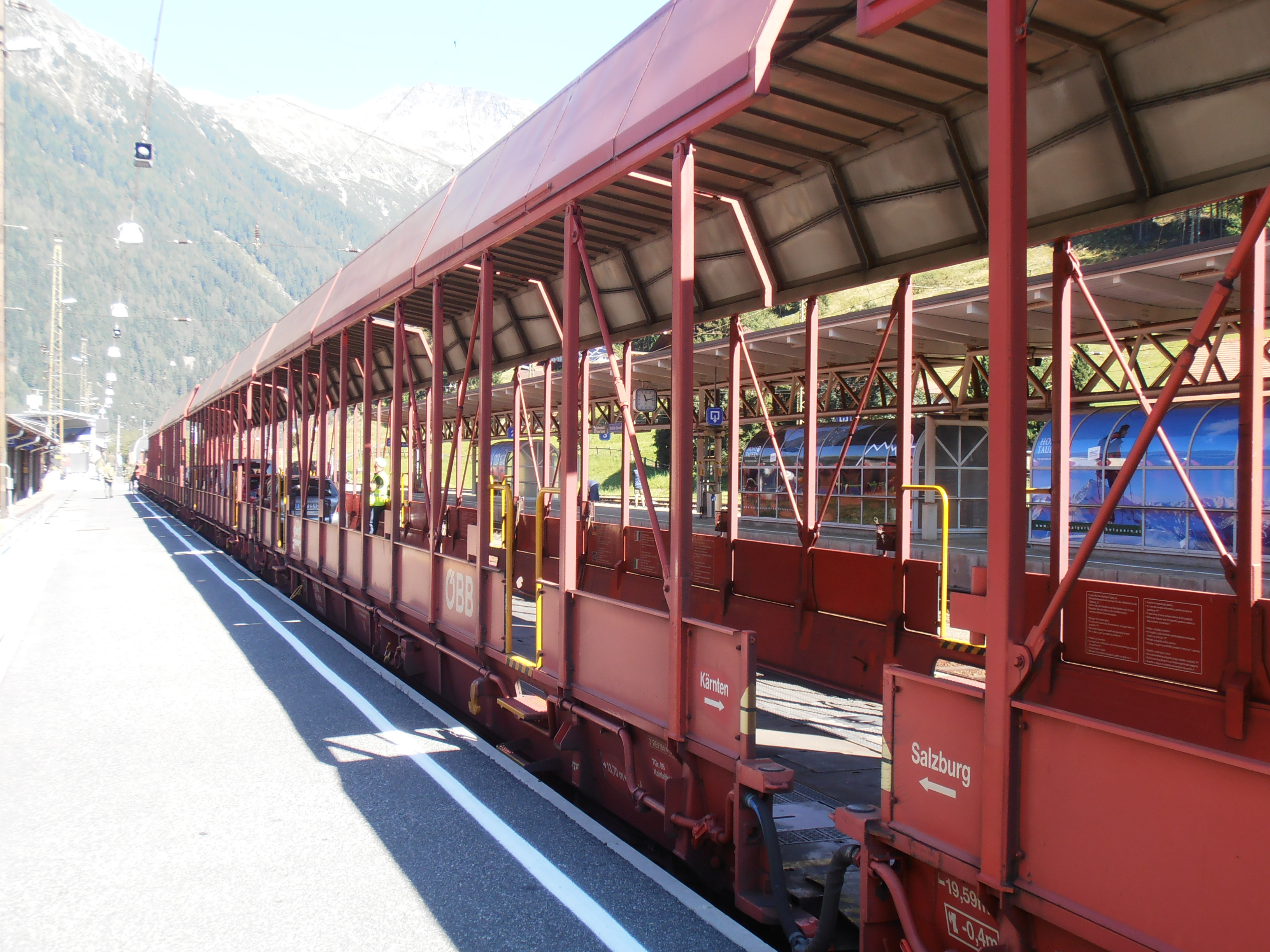
Поїзд Autoschleuse у Мальніці, вересень 2011 року

Під час Першої світової війни було започатковано службу Autoschleuse або Tauernschleuse service, яка перевозила автотранспорт між обома сторонами тунелю потягами, послуга складається зі спеціально адаптованого автомобільного поїзда, який був розроблений для швидкого завантаження та розвантаження великої кількості дорожніх транспортних засобів, у тому числі більших типів, таких як автобуси і вантажівки.
Хоча раніше пасажири залишалися у своїх транспортних засобах протягом усієї подорожі, зміни в законодавстві про безпеку призвели до того, що пасажирів перевозять у кількох пасажирських вагонах, оскільки дорожні транспортні засоби мають бути вільними під час проходження тунелем.
12 серпня 1947 року бомба вибухнула під британським військовим потягом, який перевозив 175 осіб з Лондона до Філлаха в безпосередній близькості від тунелю. Бомба, яка здетонувала під багажним відділенням, поранила одного солдата; була друга бомба, але вона не вибухнула. 

Очевидно, планувалось, щоб поїзд зійшов з рейок і впав зі скелі. 
Пізніше було встановлено що до нападу причетне терористичне угруповання Ірґун.
У 2000 — 2004 рр. в Тауернському тунелі проводилися масштабні ремонтні роботи. 
Під час цих робіт північний портал був суттєво змінений, щоб видалити криву поблизу порталу, через яку багато поїздів сходили з рейок. Оскільки перша частина тунелю була не дуже глибоко під землею, її назавжди відкрили, що фактично перемістило портал на південь на 179 м і скоротило довжину тунелю з 8550 до 8371 м. 
 
Споруда старого порталу залишилася недоторканою на своєму початковому місці, хоча й не використовувалася; нині стоїть як меморіальна арка. 
У цей період реконструкції також було замінено всі рейки та лінії електропередач усередині тунелю, а також відремонтовано пошкоджені ділянки стіни тунелю та встановлено системи пожежної сигналізації.